# 3196 Maklaj
3196 Maklaj (1978 RY) là một tiểu hành tinh vành đai chính được phát hiện ngày 1 tháng 9 năm 1978 bởi N. Chernykh ở Nauchnyj.